# اندیس مرمریت شیخان
مرمریت شیخان یک اندیس مصالح ساختمانی است که در استان آذربایجان غربی قرار دارد و مادهٔ معدنی موجود در آن، مرمریت است. سنگ میزبان این اندیس مرمریت است و دیرینگی آن به دوران الیگومیوسن می‌رسد.